# Walther Hesse

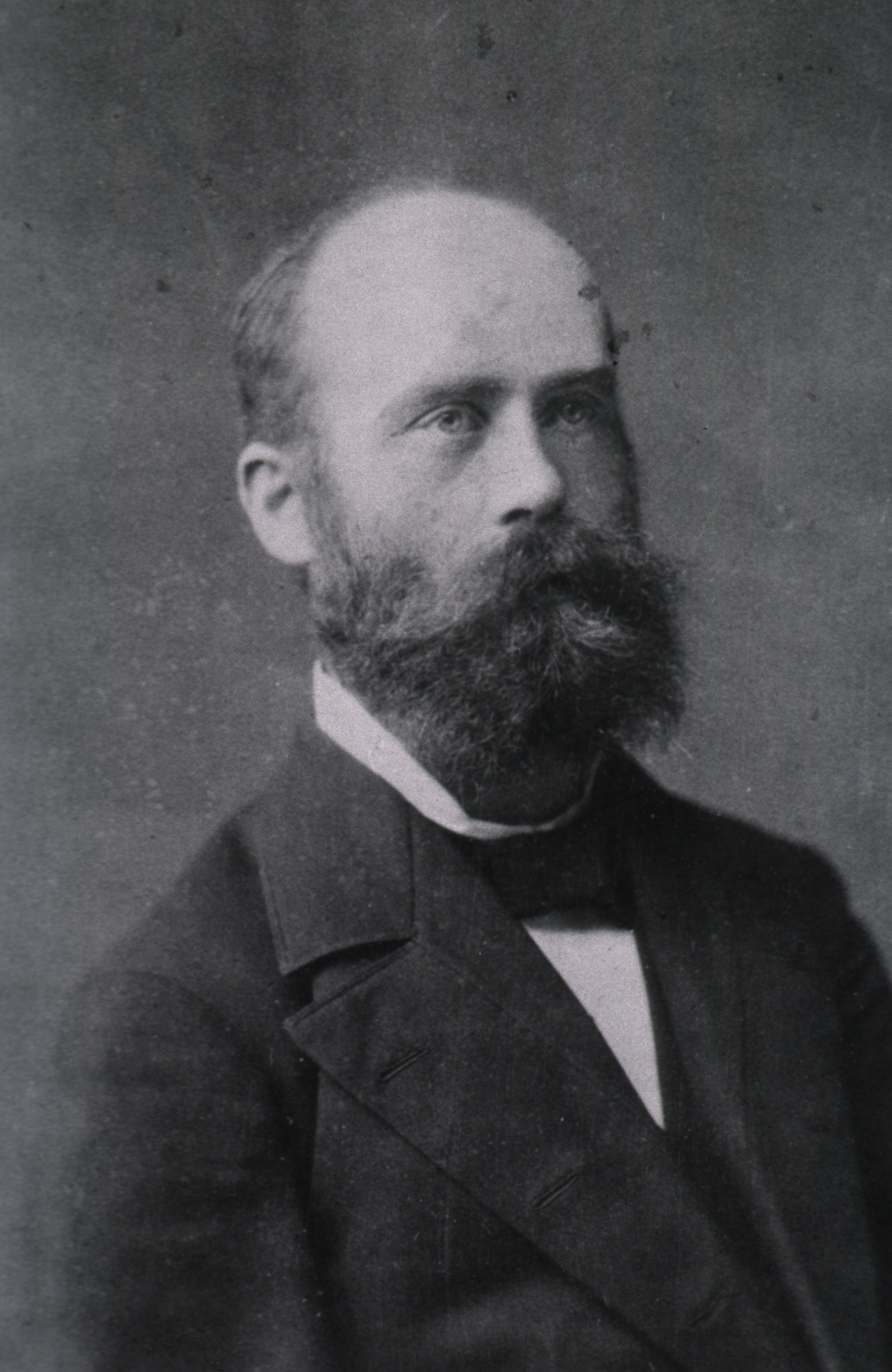
Walther Hesse

Walther Hesse (* 27. Dezember 1846 in Bischofswerda; † 19. Juli 1911 in Dresden) war ein deutscher Mediziner und Mikrobiologe. Hesse hat sich große Verdienste um die Arbeitshygiene erworben und führte auf Anregung seiner Frau Fanny das pflanzliche Geliermittel Agar als Nährboden zur Anzucht von Bakterien in das Laboratorium von Robert Koch ein. Gemeinsam mit Friedrich Hugo Härting gilt Hesse als der erste Mediziner, der die Vorgehensweise der Epidemiologie nicht nur auf Infektionskrankheiten, sondern auf Krebserkrankungen anwendete.

## Herkunft
Seine Eltern waren der Medizinalrat und Bezirksarzt in Zittau Dr. med. Friedrich Hesse (1817–1897) und dessen Ehefrau Auguste Großmann (1824–1885). Walther Hesse war eines von zwölf Kindern. Sein Bruder Friedrich (1849–1906) wurde Professor und Direktor der Universitäts-Zahnklinik in Leipzig.

## Leben
Er besuchte die Kreuzschule in Dresden und studierte von 1866 bis 1870 Medizin an der Universität Leipzig. Er schloss das Studium mit einem Doktortitel in Pathologie bei Ernst Leberecht Wagner ab. Einen Tag nach Ausbruch des Deutsch-Französischen Krieges erhielt am 20. Juli 1870 das Patent zum Assistenzarzt II. Klasse des Sanitäts-Corps der königlich-sächsischen Armee. Er wurde für Verdienste im Krieg mit dem Eisernen Kreuz am weißen Bande ausgezeichnet. Er erreichte zuletzt den Rang eines Oberstabsarztes II. Klasse der Landwehr und wurde in dieser Eigenschaft am 19. April 1893 aus der Armee verabschiedet.
Als Schiffsarzt untersuchte er 1872 die Seekrankheit. In New York lernte er seine spätere Frau Fanny Angelina Eilshemius kennen.
Walther Hesse wurde 1877 zum Bezirksarzt des Kreises Schwarzenberg im Erzgebirge ernannt. In seinen Verantwortungsbereich fielen unter anderem 83 Dörfer, in denen vor allem Bergarbeiter lebten. Hesse war schockiert über ihren schlechten Gesundheitszustand und das geringe Lebensalter, das Bergleute typischerweise erreichten. Bereits Paracelsus hatte 1567 für dieses Gebiet das Auftreten von Lungenkrankheiten beschrieben, die er als Bergsucht bezeichnete. Die Ursache der Erkrankung war jedoch unbekannt. Gemeinsam mit dem Schneeberger Bergwerksarzt Härting begann Hesse, einzelne Krankheitsfälle zusammenzutragen, Bergleute zu interviewen, Umweltmessungen vorzunehmen und führte insgesamt 20 Autopsien durch. Die epidemiologischen Methoden, die sie dabei anwendeten, waren bis zu dem Zeitpunkt nur bei Infektionskrankheiten, nicht aber bei schwerer erfassbaren Krankheiten wie Krebs zur Anwendung gekommen. Am Ende ihrer Untersuchung stand eindeutig fest, dass es unter den Bergleuten zu einer Häufung von Krebsfällen kam, deren Ursache in Zusammenhang mit ihrer Arbeit stand. Hesse und Härting vermuteten als Auslöser der sogenannten Schneeberger Krankheit Asbeststäube, erst spätere Wissenschaftler konnten nachweisen, dass Auslöser die aufgrund der besonderen Geologie des Ortes eng mit den BiCoNi-Erzen verwachsenen Uranerze waren. Die Arbeit, die Hesse und Härting in Schneeberg geleistet hatten, waren beispielgebend für eine Reihe weiterer Wissenschaftler – am bekanntesten darunter ist die Leistung von Ludwig Rehn, der 1895 nachweisen konnte, dass ein Zusammenhang zwischen der Arbeit in einer anilinverarbeitenden Industrie und dem Auftreten von Blasenkrebs bestand.
Während seiner Zeit in Schwarzenberg hospitierte Hesse ein Jahr bei Max von Pettenkofer in München, um seine Kenntnisse in der Arbeitshygiene zu erweitern. In Schwarzenberg entstanden erste beachtete Publikationen zur Untersuchung der Keimbelastung von Wasser und Luft.
Von 1881 bis 1882 war Hesse Mitarbeiter im Laboratorium von Robert Koch. Dort untersuchte er die Anzucht von Bakterienkulturen. Koch hatte begonnen, dafür feste Nährböden zu verwenden. Die Zucht von stabilen (sterilisierbaren) Reinkulturen war der Schlüssel für mikrobiologische Langzeituntersuchungen, wie zur Tuberkuloseforschung erforderlich. Den Tuberkuloseerreger zu identifizieren, gelang aber auch mit Gelatine und Kartoffeln nicht.
Hesse erzählte das Problem seiner Frau, die dann die Lösung vorschlug: Mittels Agar-Agar, einem Substrat aus Meeralgen, ließen sich Pudding und Gelee am Verflüssigen hindern. Walther Hesse berichtete Koch davon und 1882 hielt dieser seine berühmte Rede zur erstmaligen Identifikation des Tuberkulosebakteriums, gezüchtet auf Agar-Agar. In den Folgejahren beteiligte sich Hesse an der Weiterentwicklung der Technologie, u. a. zusammen mit der Fa. Heyden in Radebeul.
In seinen letzten Lebensjahren wirkte Hesse als Bezirksarzt in Dresden. Er forschte hier mit Unterstützung von Walther Hempel weiter und führte auch die Pasteurisierung der Milch in Pfunds Molkerei ein. Er wurde mit dem Ritterkreuz I. Klasse des Albrechtsordens ausgezeichnet.
Hesse wurde im Familiengrab seines Vaters Friedrich Hesse, der in Oberlößnitz in der Nähe mehrerer seiner Kinder die letzten Lebensjahre verbracht hatte, auf dem Friedhof Radebeul-Ost beerdigt.

## Familie
Hesse heiratete 1874 in Genf Fanny Angelina Eilshemius (1850–1934). Das Paar hatte drei Kinder, darunter:
- Friedrich (1875–1960), Dr. med., Chefarzt des Waldsanatoriums Dresden-Blasewitz
- Gustav (1876–1945), Professor und Direktor der Universitäts-Zahnklinik in Jena